# 녹턴, Op. 55 (쇼팽)
녹턴, Op. 55는 프레데리크 쇼팽이 작곡한 피아노 독주를 위한 두 개의 녹턴 세트이다. 그들은 장르에서 그의 15번째와 16번째 작품이며 1842년에서 1844년 사이에 작곡되었으며 1844년 8월에 출판되었다. 쇼팽은 그들을 그의 제자이자 추종자인 마드모아젤 제인 스털링에게 헌정했다.

## 녹턴 F단조 Op. 55, 1번
1842-1844년에 작곡된 F단조 야상곡은 평균 길이가 약 5분이다.
작품은 세도막 형식(ABA)이다. 주요 테마는 무겁고 꾸준한 크로셰 비트와 함께 느린 4/4이다. 그것은 단지 약간의 변형으로 한 번 반복되는 메인 테마로 시작한다. 오른손은 느린 멜로디를 연주하고 왼손은 크로셰 형식으로 베이스 음과 코드를 반주한다. 그런 다음 두 번째 섹션은 다시 오른손으로 멜로디를 연주하고 왼손으로 베이스 음과 코드를 연주한다. 이 패턴에 가끔 변경이 있지만, 예를 들어 왼손은 위의 크로셰 코드를 사용하여 지속된 최소음을 연주한다. 그런 다음 메인 테마가 처음 두 번 연주된 것과 약간의 변형을 통해 다시 나타난다. 3중 악구가 섹션의 3번째 마디에 추가된다. 두 번째 섹션은 변형 없이 다시 반복되고 곧바로 첫 번째 섹션이 삼중항 시퀀스로 다시 이어진다.

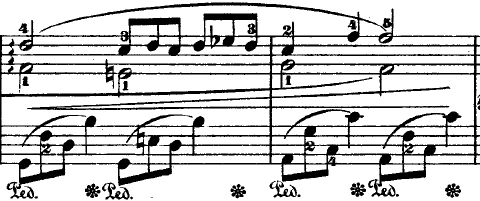
중간 부분에서 발췌.

più mosso 로의 템포 변경은 곡의 속도를 높이다. 그것은 빠른 삼중항 quavers와 세 개의 큰 화음으로 시작한다. 그런 다음 오른손에는 멜로디가, 왼손에는 3중 화음이 있는 완전히 새로운 섹션이 나올 때까지 세 번 더 반복한다(오른쪽 악보 참조). 내림차순 음계와 일부 큰 화음이 이 섹션을 완성하고 다시 첫 번째 주제로 이어진다.
메인 곡이 중간에 다른 음표와 함께 연주되는 첫 번째 주제에 큰 변화가 있다. 그런 다음 아르페지오의 큰 부분이 있고 6개의 최종 코드로 마무리된다. 중단된 최종 케이던스를 위해 F 장조의 병렬 키로 변조한다.
두 개의 짧은 코랄 형식이 있다. 첫 번째 소절 71-72는 B 섹션에서 다시 A로의 전환을 표시하고 두 번째 소절은 98-101에서 F 장조로 작품을 끝낸다.

## 녹턴 E 플랫 장조 Op. 55, 2번
E♭ 장조의 두 번째 녹턴은 12/8 박자, 저음의 삼중항, 렌토 소스테누토 템포 표시가 특징이다. 왼손은 베이스에서 테너까지 휘몰아치는 레가토 아르페지오가 특징이며 오른손은 종종 대위법 듀엣과 치솟는 싱글 멜로디를 연주한다. 오른손에는 상당한 양의 장식이 있다. 예를 들어 소절 34와 52-54의 긴 트릴이다. 7, 25, 36, 50소절의 특징적인 반음계 장식은 종종 왼손의 안정된 삼중항과 대조적으로 싱코페이트 방식으로 박자를 세분한다.